# Eugene Hütz
Eugene Hütz, pseudonimo di Evgenij Aleksandrovič Nikolaev-Simonov (in ucraino: Євгеній Олександрович Ніколаєв-Сімонов, in russo: Евгений Александрович Николаев-Симонов; Bojarka, 6 settembre 1972), è un cantautore, chitarrista, disc jockey ed attore statunitense di origine russa-ucraina-rom, voce e autore del gruppo musicale dei Gogol Bordello.

## Biografia
Hütz è nato a Bojarka, una cittadina nei pressi di Kiev (nell'allora Ucraina sovietica), il 6 settembre del 1972 da padre russo e da madre ucraina di etnia per metà rom servitka. Suo padre, di professione macellaio, suonava la chitarra in una delle prime rock-band ucraine: i Meridian. Hütz e la sua famiglia abbandonarono l'Unione Sovietica a seguito del disastro di Černobyl' del 1986 ed approdarono, dopo un lungo periodo di soggiorno presso svariati centri rifugiati della Polonia, dell'Ungheria, dell'Austria e dell'Italia (l'esperienza di quest'ultimo soggiorno, nella fattispecie, è riportata nella sua canzone Santa Marinella, dall'omonima località balneare in provincia di Roma), negli Stati Uniti nel 1992, dove si stabilirono nel Vermont come rifugiati politici.
Sette anni trascorsi nei vari campi profughi d'Europa si riflettono tuttora nei testi delle canzoni di Hütz. Comunque, le sue principali fonti di ispirazione restano lo sfondo culturale ucraino e, soprattutto, rom, che a suo dire influenzano anche il suo stesso stile di vita. Il suo rapporto con la cultura rom non è stata tuttavia esente da critiche, specie da parte dei movimenti per i diritti delle popolazioni romaní, secondo i quali il musicista contribuirebbe ad avvalorare con la propria immagine pubblica gli stereotipi negativi associati tradizionalmente ai rom

## I Gogol Bordello
La carriera musicale di Hütz comincia in Ucraina con la band Uksusnik. Nel Vermont, Hütz fonda la band The Fags (da non confondere con l'omonima band di Seattle) e successivamente i Flying Fuck, entrambi prototipi di quello che sarebbero diventati i Gogol Bordello. Nel 1997 Hütz si trasferisce a New York, dove incontrerà i futuri membri dei Gogol Bordello: il violinista Sergey Ryabtsev, il fisarmonicista Yuri Lemeshev, il chitarrista Oren Kaplan, il batterista Eliot Ferguson, e infine le percussioniste e ballerine Pamela Jintana Racine ed Elizabeth Sun.
Poco tempo dopo la formazione della band, grazie al passa parola è rapidamente cresciuta una solida base di fan internazionali. Partendo dalle tradizioni gitane, slave e del punk-rock, i Gogol Bordello sono la genesi di una nuova estetica che colma la distanza tra l'Europa dell'Est con le sue influenze gitane e la cultura occidentale. Questa nuova direzione musicale è stata definita da Hütz “Transglobal Gypsy Punk Rock” (punk rock zingaro transglobale).
Nel 1999, i Gogol Bordello pubblicano il loro album di esordio Voi-La Intruder, prodotto da Jim Sclavunos, batterista di Nick Cave and the Bad Seeds. Durante lo stesso anno esce Multi Kontra Culti vs. Irony. Nel 2005 è la volta dell'E.P. East Infection, seguito a breve da Gypsy Punks: Underdog World Strike, prodotto dalla leggenda dell'indie Steve Albini. Dopo Super Taranta!, prodotto nel 2008 da Victor Van Vugt, l'ultimo album dei Gogol Bordello è Trans-Continental Hustle (2010), prodotto da Rick Rubin.
L'accattivante e imprevedibile Hütz ha consentito ai Gogol Bordello di ottenere inviti al Whitney Museum di New York, alla Tate Modern di Londra e alla Biennale di Venezia. Il fenomeno Gogol Bordello è continuato a crescere nel circuito dei festival musicali internazionali, come Coachella, Bonnaroo, Lollapalooza, Glastonbury, Bumbershoot, Austin City Limits Music Festival e molti altri.

## Altri progetti

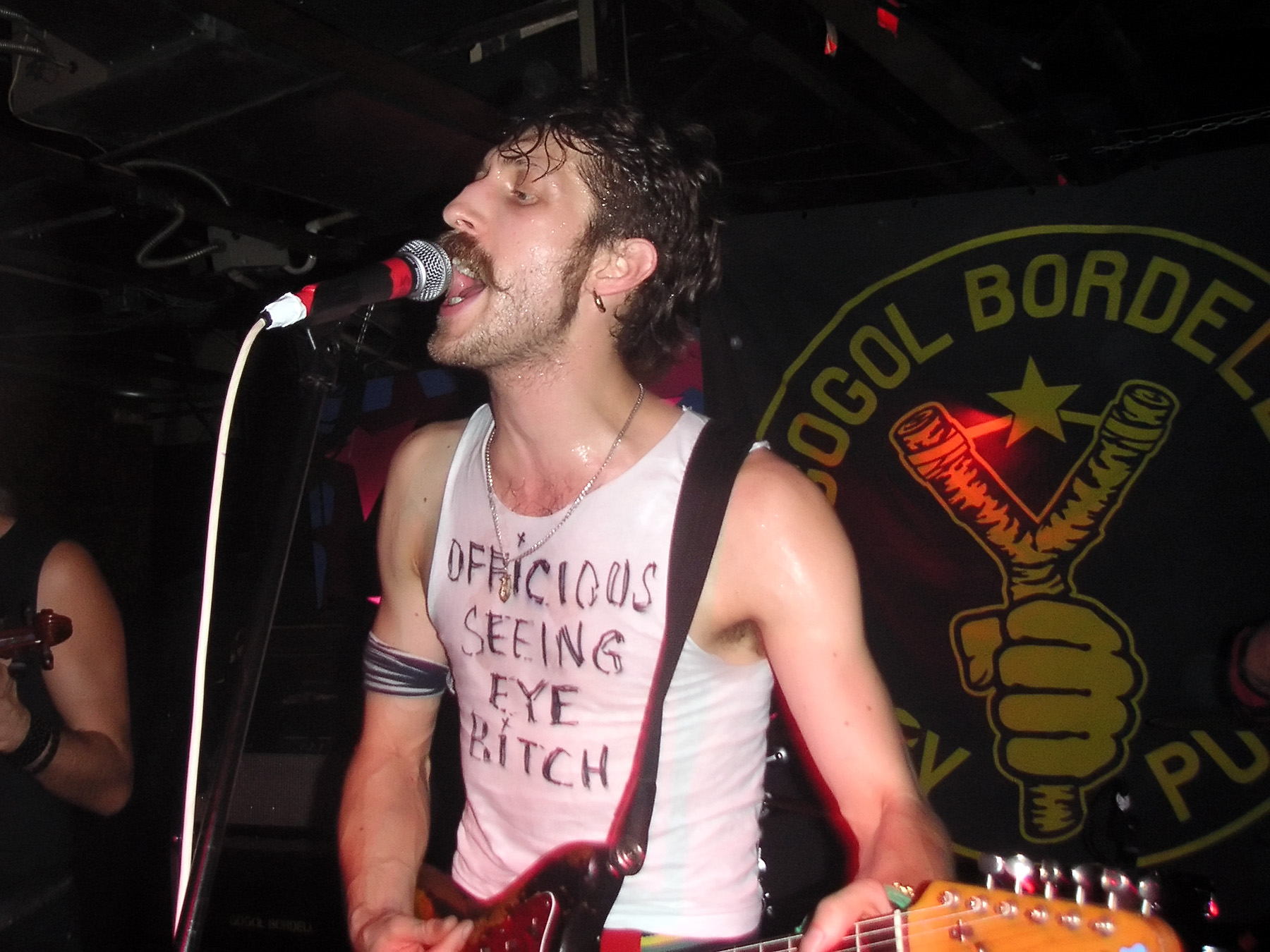
Eugene Hütz con i Gogol Bordello in concerto